# Comunhão dos Apóstolos (Barocci)
A Comunhão dos Apóstolos, ou Instituição da Eucaristia é uma pintura da Última Ceia de Federico Barocci localizada em Santa Maria sopra Minerva, em Roma. Foi encomendado para a capela da família do Papa Clemente VIII Aldobrandini e concluído entre 1603 e 1608.
Foi provavelmente a visão da Apresentação da Virgem de Barocci na Chiesa Nuova em sua inauguração em 1603 que levou à comissão da Comunhão quatro meses depois. Em 13 de agosto de 1603, o papa comunicou com o ministro a Francesco Maria II della Rovere, duque de Urbino, Giacomo Sorbolongo, sobre a aquisição de um retábulo de Barocci. Nessa época, o Cavaliere d'Arpino era o artista mais importante do papa; a carta continua pedindo que d'Arpino não seja informado da comissão.

## Temática
A Última Ceia, muito retratada na arte cristã foi a última refeição que, de acordo com os cristãos, Jesus dividiu com seus apóstolos em Jerusalém antes de sua crucificação. Ela é a base escritural para a instituição da Eucaristia, também conhecida como "Comunhão". A Última Ceia foi relatada pelos quatro evangelhos canônicos em Mateus 26:17–30, Marcos 14:12–26, Lucas 22:7–39 e João 13:1 até João 17:26. Além disso, ela aparece também em I Coríntios 11:23–26. O evento é comemorado na chamada Quinta-feira Santa.